# Otto Scheller

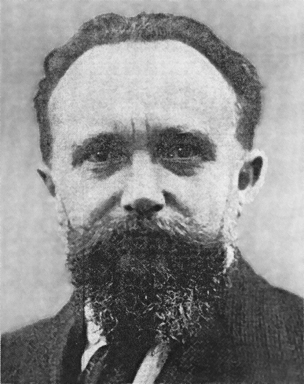
Otto Scheller (um 1926)

Otto Scheller (* 6. Juni 1876 in Blankenstein; † 14. April 1948 in Berlin) war ein deutscher Elektroingenieur und Erfinder.
Otto Scheller war ein Pionier früher Funktechnik. Sein Beitrag zur Funknavigation ist auch heute noch die Grundlage zahlreicher Systeme. Seine bereits 1907 bei seiner Arbeit für die C. Lorenz AG patentierte Idee war ihrer Zeit voraus. Sie wurde erst in den 1920er Jahren wieder aufgegriffen und vor allem von Ernst Ludwig Kramar ab 1930 bei seiner Entwicklung erster Instrumentenlandesysteme auch kommerziell erfolgreich eingesetzt.

## Leben
Otto Scheller wuchs in Eisenach auf und besuchte dort das Realgymnasium. Anschließend studierte er Mechanik und Elektrotechnik an der Königlich Technischen Hochschule Charlottenburg. Der damalige Hochschulleiter und bekannte Wissenschaftler in früher drahtloser Übertragung Adolf Slaby weckte sein Interesse an der Funktechnik, die den Schwerpunkt seines späteren wissenschaftlichen Lebens bildete. Sein Berufsleben begann er als Ingenieur bei der Allgemeinen Electricitäts-Gesellschaft (AEG) mit dem Design und der Konstruktion der ersten kommerziellen Funksender im Deutschen Reich. Im Auftrag der AEG-Tochter Telefunken reiste er kurz nach deren Gründung im Jahr 1903 nach Mexiko und in die Vereinigten Staaten, um dort erste Sender zu installieren, darunter auch ein System für die United States Navy in Annapolis, Maryland.
Im Jahr 1906 arbeitete Scheller als Manager bei der vom Erfinder Valdemar Poulsen gegründeten Amalgamated Radio Telegraph Company Ltd. in London. Er arbeitete an der praktischen Umsetzung und Verbesserung der Erfindung, mit der es Poulsen 1903 gelungen war, durch einen Lichtbogensender stabile hochfrequente Radiowellen zu erzeugen. Etwa zu dieser Zeit erwarb die Berliner Aktiengesellschaft C. Lorenz eine Lizenz zur Nutzung der Patente in Deutschland. Otto Scheller wechselte zur C. Lorenz nach Berlin und setzte seine Arbeit zusammen mit Walter Hahnemann fort. 1907 erhielt Scheller ein Patent zur Verbesserung der Lichtbogenlampe. Diese setzt für die Erzeugung schneller Schwingungen auf flüssige Wasserstoffverbindungen, die in das Gefäß, das den in einem Magnetfeld brennenden Lichtbogen umgibt, eingeführt und in diesem verdampft werden. Die von Scheller und seinem Kollegen Hans Rein optimierte Anordnung der Komponenten war einer der entscheidenden Faktoren, dass sich C. Lorenz mit dem Lichtbogensender ab 1908 über mehrere Jahre zur ernsthaften Konkurrenz der Telefunken bei der Belieferung des Deutschen Heeres und der Kaiserlichen Marine mit Funktechnik entwickeln konnte.
Bereits am 17. März 1907, nur wenig mehr als drei Jahre nachdem die Brüder Wright in Kitty Hawk erfolgreich den ersten Motorflug durchgeführt hatten, erhielt er das Patent Nr. 201496 unter dem Titel „Drahtloser Kursweiser und Telegraph“. Darin beschrieb er ein System zweier gerichteter Sender mit gleicher Intensität und Wellenlänge, die in einem Winkel zueinander stehen und abwechselnd senden. Zunächst blieb das Patent weitgehend unbeachtet. Scheller war seiner Zeit und der Entwicklung sowohl in der Luftfahrt als auch der Funktechnik zu weit voraus. Erst etwa zehn Jahre später konnte eine erste auf diesem Prinzip beruhende Sendestation durch Franz Kiebitz für die Kaiserliche Marine erfolgreich getestet werden. Zu Beginn seiner Arbeit war Kiebitz die Vorarbeit von Scheller vermutlich gar nicht bekannt. Am 9. Januar 1916 erhielt Scheller ein weiteres, an seine Vorarbeit aus dem Jahr 1907 anknüpfendes Patent unter Nr. 299753. Er übertrug dabei seine ursprüngliche Idee auf eine Geräteanordnung, die sein System mit der Funktion eines Goniometers erweiterte. Auf der Grundlage seiner Idee entwickelte C. Lorenz unter Leitung des Ingenieurs Ernst Ludwig Kramar ab 1932 das Lorenz-Landeverfahren und installierte bis 1938 auf 38 Flughäfen im Deutschen Reich und auch international die notwendigen Funksysteme. Auf der gleichen Grundlage beruht auch das nach dem Zweiten Weltkrieg weltweit eingeführte Instrumentenlandesystem (ILS).
Im Jahr 1911 wurde Otto Scheller technischer Manager der Funkabteilung bei C. Lorenz. In den folgenden Jahren leistete er zahlreiche Beiträge über ein sehr breites Themenspektrum im Bereich der Funktechnik. Er arbeitete am von Rudolf Goldschmidt entwickelten Hochfrequenz-Telegraphen, befasste sich mit Radiofrequenzmessung, Antennendesign, Elektroakustik und den ersten Grundlagen für das spätere Fernsehen.
Er war als Ingenieur auch an der Errichtung der Funkstation am Herzogstand in den Bayerischen Alpen beteiligt, wo zwei benachbarte Berggipfel dazu verwendet wurden, eine etwa 2,5 km lange Antenne für Funkverkehr auf Längstwelle über das Tal zu spannen.
Scheller setzte sich 1924 zur Ruhe, leistete aber dennoch weitere wissenschaftliche Beiträge. Zuletzt entwickelte er noch ein Interesse an der Nutzung von Windenergie und erhielt auch auf diesem Gebiet mehrere Patente. Er starb am 15. April 1948 im Alter von 71 Jahren in Berlin.

## Leistungen
Zwischen 1907 und 1940 erhielt er 110 Patente und von der IEEE Professional Technical Group on Aerospace and Navigational Electronics wurde er mit dem Pioneer Award des Jahres 1966 posthum geehrt, um nicht in Vergessenheit geraten zu lassen, wem die inzwischen allgemein bekannten Grundlagen zu verdanken sind.
Mit der Beschreibung in seiner Patentschrift aus dem Jahr 1907 formulierte er ein funktechnisches Prinzip zur Erzeugung von Orientierungslinien, das bis heute zu den wesentlichen Grundlagen von Navigationssystemen zählt:

„Die Erfindung legt solche Linien nun dadurch fest, daß zwei gerichtete Sender gleicher Intensität und Wellenlänge A1-A2 und B1-B2 in einem Winkel zueinander stehen und abwechselnd Zeichen aussenden.
Ist der Winkel richtig gewählt, so ist die Linie gleicher Intensität für bewegliche Stationen leicht zu erkennen und sehr scharf. Sendet z. B. der Sender A1-A2 kurze, der Sender B1-B2 längere Striche aus, und zwar so, daß immer der eine oder der andere Sender strahlt, so wird man auf einer beweglichen Station, welche die Linie gleicher Intensität kreuzt, beim Telephonempfang nur ein gleichmäßiges Geräusch wahrnehmen, das sich aber sofort in einzelne Zeichen verschiedener Intensität zerlegt, wenn man sich etwas von der Markierungslinie entfernt. Je nachdem nun die eine oder andere Art der Zeichen stärker wird, kann man gleichzeitig, da man im allgemeinen wissen wird, in welcher Richtung man die Sendestation zu suchen hat, feststellen, auf welcher Seite der Markierungslinie man sich befindet.“

## Werke
- Flugzeugsteuerung bei unsichtigem Wetter. In: Elektrotechnische Zeitschrift, Jahrgang 1929, Nr. 50. S. 191 f.
- Der Bau der Bergantenne am Herzogstand. In: Elektrische Nachrichten-Technik, Band 3, Heft 7, Juli 1926.